# Медведки (Дмитровский район)
Медведки — бывшая деревня в Дмитровском районе Московской области. Сейчас частный сектор посёлка Деденево.
Деревня располагалась на холме у слияния рек Икша, Яхрома и Волгуша. На реке Икша возле Медведок располагалась суконная фабрика.

## История
На начало XIX века Медведки принадлежали Головиным.
В 1913 году в деревне Медведки Ильинской волости Дмитровского уезда Московской губернии числилось 10 дворов.
В 1926 году деревня Медведки входила в сельсовет Медведки Деденевской волости Дмитровского уезда Московской губернии. Деревня располагалась в 1 км от станции Влахернская и в 2 км от Дмитровского шоссе.
11 сентября 1967 года решением Мособлисполкома № 771 селение Медведки из Целеевского сельсовета передаётся в подчинение дачному посёлку Деденево.
На месте суконной фабрики на другом берегу реки Икша вырастает посёлок Тонкосуконной фабрики. Сейчас территория микрорайона фабрики представляет собой панельную 5-этажную застройку (по улице Заречная) с детским садом и магазинами.

## Население
В 1751 году по исповедальным книгам Новоспасского церковного округа в деревне проживавало 20 мужчин и 21 женщина (41 человек) в 6 крестьянских дворах.
В 1926 году в Медведках числилось 48 мужчин и 60 женщин (108 человек), проживающих в 21 крестьянском дворе.